# Jordi Goula
Jordi Goula i Surinyac (Barcelona, 1946) és un periodista català. Llicenciat en filosofia i econòmiques per la Universitat de Barcelona, va començar la seva carrera com a analista a la Banca Mas Sardà. Va compaginar la seva tasca com a economista amb la d'analista als mitjans, col·laborant inicialment amb el Diari de Barcelona i el diari Avui, on feia col·laboracions setmanals. Després de 12 anys als sector privat, la Banca Mas Sardà va tancar i li van oferir portar la secció d'economia de la Vanguardia, on hi va treballar durant més de 25 anys, des d'on analitzava la realitat econòmica del país. El 2019 va començar a col·laborar amb Vilaweb.